# Humeniv, Kaluș
Humeniv (în ucraineană Гуменів) este un sat în comuna Nehivți din raionul Kaluș, regiunea Ivano-Frankivsk, Ucraina.

## Demografie
Componența lingvistică a localității Humeniv
     Ucraineană (99,83%)
     Alte limbi (0,17%)
Conform recensământului din 2001, majoritatea populației localității Humeniv era vorbitoare de ucraineană (99,83%), existând în minoritate și vorbitori de alte limbi.